# OKK Novi Pazar
El Omladinski košarkaški klub Novi Pazar (en cirílico Омладински кошаркашки клуб Нови Пазар), conocido popularmente como OKK Novi Pazar, es un club de baloncesto con sede en la ciudad de Novi Pazar. Fue fundado en 1967. Actualmente participa en la máxima categoría del baloncesto serbio, la Košarkaška Liga Srbije. Juega sus partidos como local en el Pendik Sports Hall, con capacidad para 1.600 espectadores.

## Historia
Fundado en 1969, ha jugado siempre en divisiones inferiores hasta que en 2013 accedió a la 1MRL, la tercera división del baloncesto serbio, donde permaneció cuatro temporadas hasta que en 2017 ascendió a la 2MLS, la segunda división. En su única temporada en la categoría de plata acabó en segunda posición, logrando plaza de ascenso a la máxima categoría, la KLS.

## Trayectoria
| Temporada | Nivel | Liga  | Posición | Postemporada       |
| --------- | ----- | ----- | -------- | ------------------ |
| 2013-14   | 3     | 1MRL  | 7        |                    |
| 2014-15   | 3     | 1MRL  | 7        |                    |
| 2015-16   | 3     | 1MRL  | 6        |                    |
| 2016-17   | 3     | 1MRL  | 2        | AsciendeSubcampeón |
| 2017-18   | 2     | KLS B | 2        | AsciendeSubampeón  |
| 2018-19   | 1     | KLS   |          |                    |